# دولورس کلامن
دولورس اولگا کلامن (انگلیسی: Dolores Olga Claman؛ ۶ ژوئیهٔ ۱۹۲۷ – ۱۷ ژوئیهٔ ۲۰۲۱) آهنگساز و نوازنده پیانو اهل کانادا بود. شناخته‌شدگی او بیشتر به دلیل ساختن موزیک متن نمایشنامه «شب هاکی» در سال ۱۹۶۸ برای شرکت پخش کانادا سی‌بی‌سی (CBC) می‌باشد، که بسیاری آن را دومین سرود ملی غیررسمی کانادا می‌دانند. او همچنین به دلیل ساختن آهنگ «مکانی برای ایستادن» شناخته شده‌است، که با فیلمی به همین نام در غرفه اکسپو ۶۷ مونترآل در انتاریو همراه بود. این آهنگ به عنوان سرود استانی استان انتاریو در نظر گرفته می‌شود.

## اوایل زندگی
کلامن در ۶ ژوئیه ۱۹۲۷ در ونکوور به دنیا آمد. مادرش به عنوان خواننده اپرا کار می‌کرد و کلامن برای اولین بار پیانو را در زادگاهش آموخت. پس از فارغ‌التحصیلی از دبیرستان در سن ۱۶ سالگی، او تحصیلات موسیقی و نمایش را در دانشگاه کالیفرنیای جنوبی گذراند. و قصد داشت پیانیست کنسرت شود، سپس با کمک فلو (همکار علمی) در مدرسه جولیارد تحصیل کرد. در آنجا، او تحت تعلیم روزینا لیوین و ادوارد اشتویرمن برای پیانو، و همچنین ویتوریو جیانینی و برنارد واگنار برای آهنگسازی قرار گرفت. علاقه کلامن به موسیقی جاز جلب شد و او تصمیم گرفت به جای آن به آهنگسازی برود. پس از فارغ‌التحصیلی، در سال ۱۹۵۳ به لندن، انگلستان نقل مکان کرد.

## حرفه
در دهه ۱۹۵۰، کلامن در حالی که در بریتانیا زندگی می‌کرد، برای آی‌تی‌وی آهنگ ساخت و همچنین آهنگ‌هایی برای تجدید نظرهای موسیقی وست اند لندن نوشت. او بعداً با شریک نویسندگی و همسرش، ریچارد موریس، ترانه‌سرا به تورنتو نقل مکان کرد. آنها با هم بیش از ۳۰۰۰ محصول تجاری را در یک دوره ۳۰ ساله ساختند و بیش از ۴۰ جایزه بین‌المللی را برای کارهای خود به دست آوردند. دو آهنگ شناخته شده کلامن، «مکانی برای ایستادن» و «موضوع هاکی» توسط جری توث که به همراه برادرش رودی توث و آهنگساز ریچارد موریس، همگی با هم در کوارتت پروداکشنز از سال ۱۹۶۵ تا ۱۹۷۰ کار کردند، تنظیم شدند.
کلامن در سال ۲۰۰۴ علیه CBC اقدام قانونی کرد و ادعا کرد که این شبکه از «لیگ ملی هاکی» در برنامه‌های مختلف از جمله لیگ ملی هاکی NHL استفاده غیرمجاز کرده و از آن در خارج از کانادا استفاده کرده‌است. در ۹ ژوئن ۲۰۰۸ اعلام شد که کلامن حقوق این آهنگ را به پخش کننده خصوصی شبکه تلویزیونی سی‌تی‌وی CTV فروخته‌است. مالک اکثریت شبکه ورزش، که بازی‌های هاکی را نیز پخش می‌کند، پس از اعلام CBC مبنی بر عدم توافق، حقوق این آهنگ را برای همیشه به دست آورد.
محبوبیت «موضوع هاکی» منجر به ارسال نامه‌ها و تصاویر بسیاری از کودکان به کلامن در طول سال‌ها شد. در ۲۰ ژوئن ۲۰۱۶، کلامن جایزه تأثیر فرهنگی را برای «موضوع هاکی» در جوایز SOCAN در تورنتو دریافت کرد.

## زندگی شخصی
کلامن در سال ۱۹۵۷ با ریچارد موریس ازدواج کرد. آنها زمانی که او در لندن زندگی می‌کرد با هم آشنا شدند و تا زمان مرگ او ازدواج کردند، هرچند از هم جدا شدند. همسر وی در اسپانیا اقامت داشت و کلامن همچنان در لندن اقامت داشت. آنها صاحب یک دختر به نام مادلین و یک پسر به نام مایکل شدند. کلامن در ۱۷ ژوئیه ۲۰۲۱ در اسپانیا درگذشت. او ۹۴ ساله بود و در دو سال قبل از مرگش از زوال عقل رنج می‌برد.[